# Robert Barel
Robert Alexander Barel –conocido como Rob Barel– (Ámsterdam, 23 de diciembre de 1957) es un deportista neerlandés que compitió en triatlón y duatlón.
Ganó una medalla de bronce en el Campeonato Mundial de Triatlón de 1992 y siete medallas en el Campeonato Europeo de Triatlón entre los años 1985 y 1991.
Además, obtuvo tres medallas de oro en el Campeonato Europeo de Triatlón de Media Distancia entre los años 1986 y 1994, tres medallas en el Campeonato Mundial de Triatlón de Larga Distancia entre los años 1994 y 1998, y tres medallas de plata en el Campeonato Europeo de Triatlón de Larga Distancia entre los años 1985 y 1993. En triatlón campo a través logró una medalla de oro en el Campeonato Europeo de 2008.
En duatlón consiguió una medalla de bronce en el Campeonato Europeo de Duatlón de 1996.

## Palmarés internacional
| Campeonato Mundial | Campeonato Mundial          | Campeonato Mundial | Campeonato Mundial |
| Año                | Lugar                       | Medalla            | Prueba             |
| ------------------ | --------------------------- | ------------------ | ------------------ |
| 1992               | Huntsville (Canadá)         | Medalla de bronce  | Individual         |
| Campeonato Europeo |                             |                    |                    |
| Año                | Lugar                       | Medalla            | Prueba             |
| 1985               | Immenstadt (RFA)            | Medalla de oro     | Individual         |
| 1986               | Milton Keynes (Reino Unido) | Medalla de oro     | Individual         |
| 1987               | Marsella (Francia)          | Medalla de oro     | Individual         |
| 1988               | Venecia (Italia)            | Medalla de oro     | Individual         |
| 1989               | Cascaes (Portugal)          | Medalla de plata   | Individual         |
| 1990               | Linz (Austria)              | Medalla de plata   | Individual         |
| 1991               | Ginebra (Suiza)             | Medalla de plata   | Individual         |

| Campeonato Europeo | Campeonato Europeo     | Campeonato Europeo | Campeonato Europeo |
| Año                | Lugar                  | Medalla            | Prueba             |
| ------------------ | ---------------------- | ------------------ | ------------------ |
| 1986               | Brasschaat (Bélgica)   | Medalla de oro     | Individual         |
| 1988               | Stein (Países Bajos)   | Medalla de oro     | Individual         |
| 1994               | Novo Mesto (Eslovenia) | Medalla de oro     | Individual         |

| Campeonato Mundial | Campeonato Mundial    | Campeonato Mundial | Campeonato Mundial |
| Año                | Lugar                 | Medalla            | Prueba             |
| ------------------ | --------------------- | ------------------ | ------------------ |
| 1994               | Niza (Francia)        | Medalla de oro     | Individual         |
| 1997               | Niza (Francia)        | Medalla de plata   | Individual         |
| 1998               | Sado (Japón)          | Medalla de plata   | Individual         |
| Campeonato Europeo |                       |                    |                    |
| Año                | Lugar                 | Medalla            | Prueba             |
| 1985               | Almere (Países Bajos) | Medalla de plata   | Individual         |
| 1987               | Joroinen (Finlandia)  | Medalla de plata   | Individual         |
| 1993               | Embrun (Francia)      | Medalla de plata   | Individual         |

| Campeonato Europeo | Campeonato Europeo     | Campeonato Europeo | Campeonato Europeo |
| Año                | Lugar                  | Medalla            | Prueba             |
| ------------------ | ---------------------- | ------------------ | ------------------ |
| 2008               | Ameland (Países Bajos) | Medalla de oro     | Individual         |

| Campeonato Europeo | Campeonato Europeo | Campeonato Europeo | Campeonato Europeo |
| Año                | Lugar              | Medalla            | Prueba             |
| ------------------ | ------------------ | ------------------ | ------------------ |
| 1996               | Mafra (Portugal)   | Medalla de bronce  | Individual         |